# Queen’s House

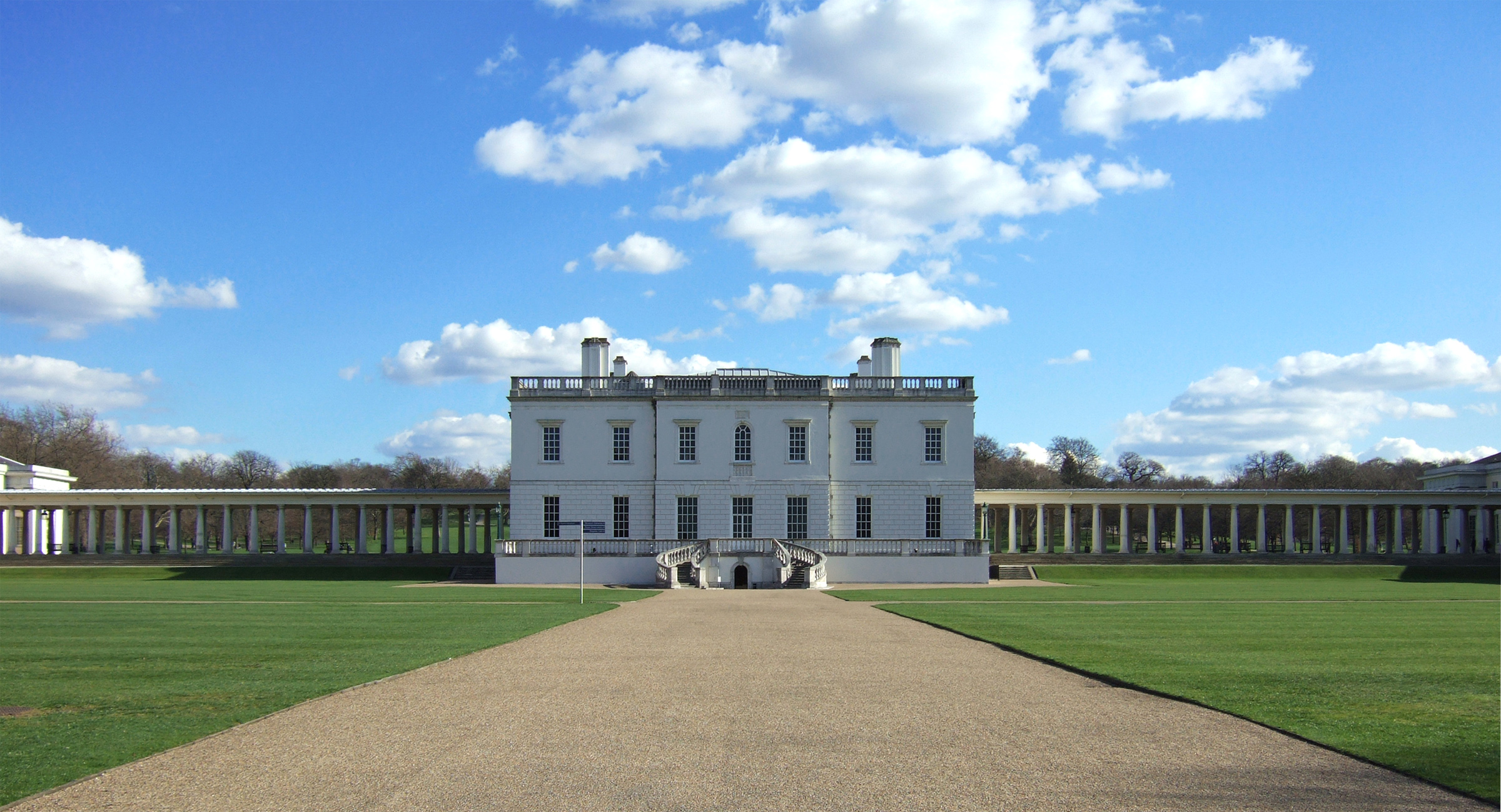
Queen’s House in Greenwich

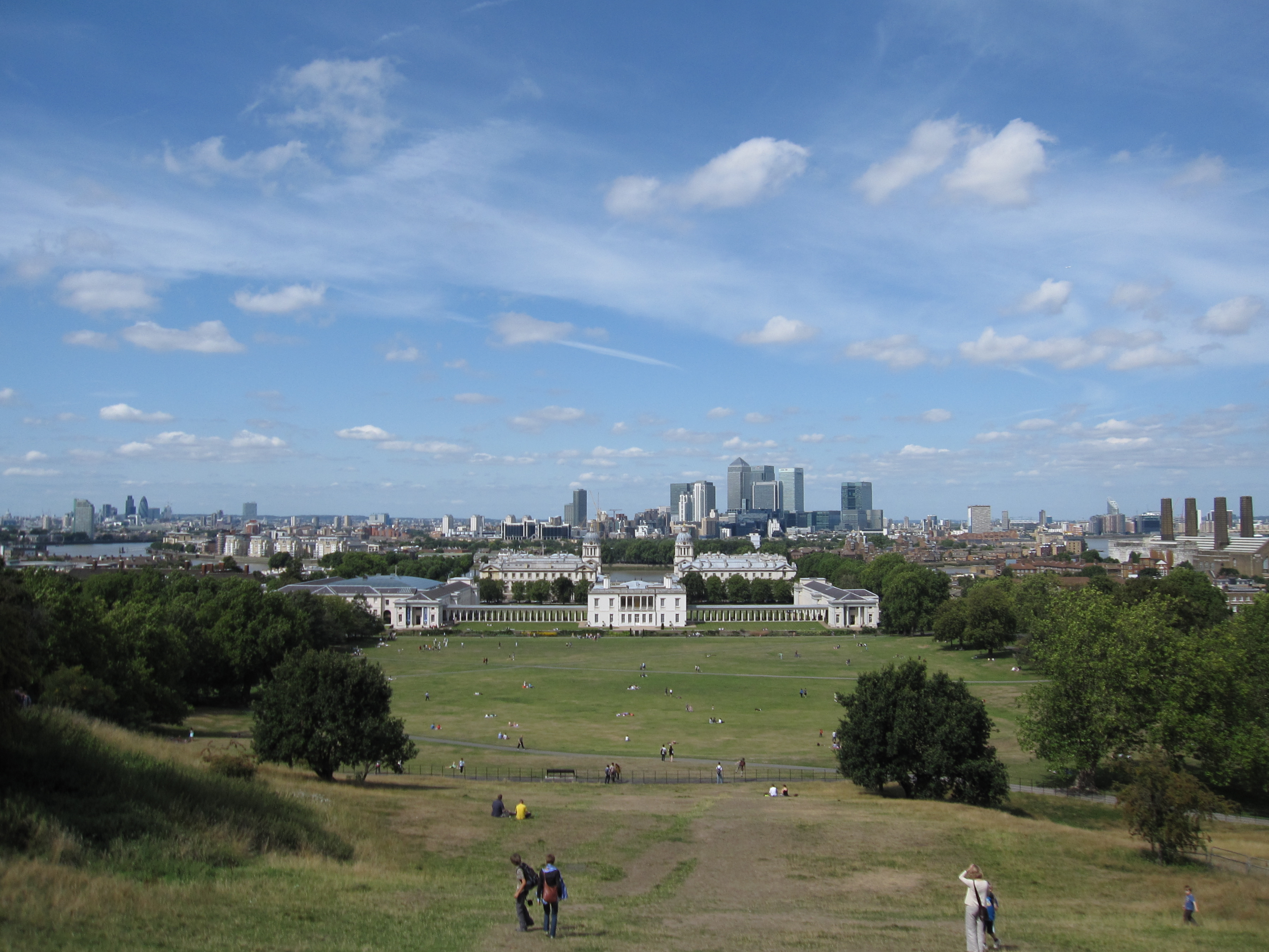
Greenwich Park mit Blick zu den Docklands

Das Queen’s House ist ein ehemaliges königliches Schloss im Londoner Stadtteil Greenwich. Der 1616 von Inigo Jones entworfene Bau ist das erste Bauwerk des Palladianismus in England und zugleich eines der frühesten Lustschlösser.

## Geschichte
Inigo Jones entwarf das Haus 1616 ursprünglich für Anna von Dänemark, die Frau von König Jakob I. Nach dem Tod der Königin wurde der Bau jedoch 1619 eingestellt, und Jones baute für den königlichen Palace of Whitehall das Banqueting House. 1629 beauftragte Karl I. Jones, das Haus für seine Gemahlin Henrietta Maria zu vollenden. Die Königin nutzte das 1635 fertiggestellte Haus als Rückzugsraum vom nahegelegenen Palace of Placentia für ihre engere Hofgesellschaft.
Nur sieben Jahre später (1642) beendete der Englische Bürgerkrieg die königliche Nutzung des Hauses. Unter der Regierung von Maria II und Wilhelm III. erfolgte der Abriss des alten Palace of Placentia. Christopher Wren erhielt den Auftrag, an dieser Stelle das Greenwich Hospital für Seeleute zu errichten. Maria II. gab Wren jedoch die Anweisung, das Queen’s House in diese Anlage miteinzubeziehen und die Blickachse zur Themse freizuhalten. Die heutige Anlage mit zwei gegenüberliegenden Gebäudekomplexen, welche das Queens House einrahmen, entstand zwischen 1696 und 1752.
Seit 1807 diente Queen’s House als Seemannsschule. Seit 1937 ist es Teil des National Maritime Museums. In dem Gebäude werden vorwiegend Marinegemälde und Porträts von Persönlichkeiten der Seefahrtsgeschichte ausgestellt.
Der Park von Greenwich einschließlich aller Gebäude wurde 1997 als Maritime Greenwich zum Weltkulturerbe der UNESCO ernannt.

## Architektur

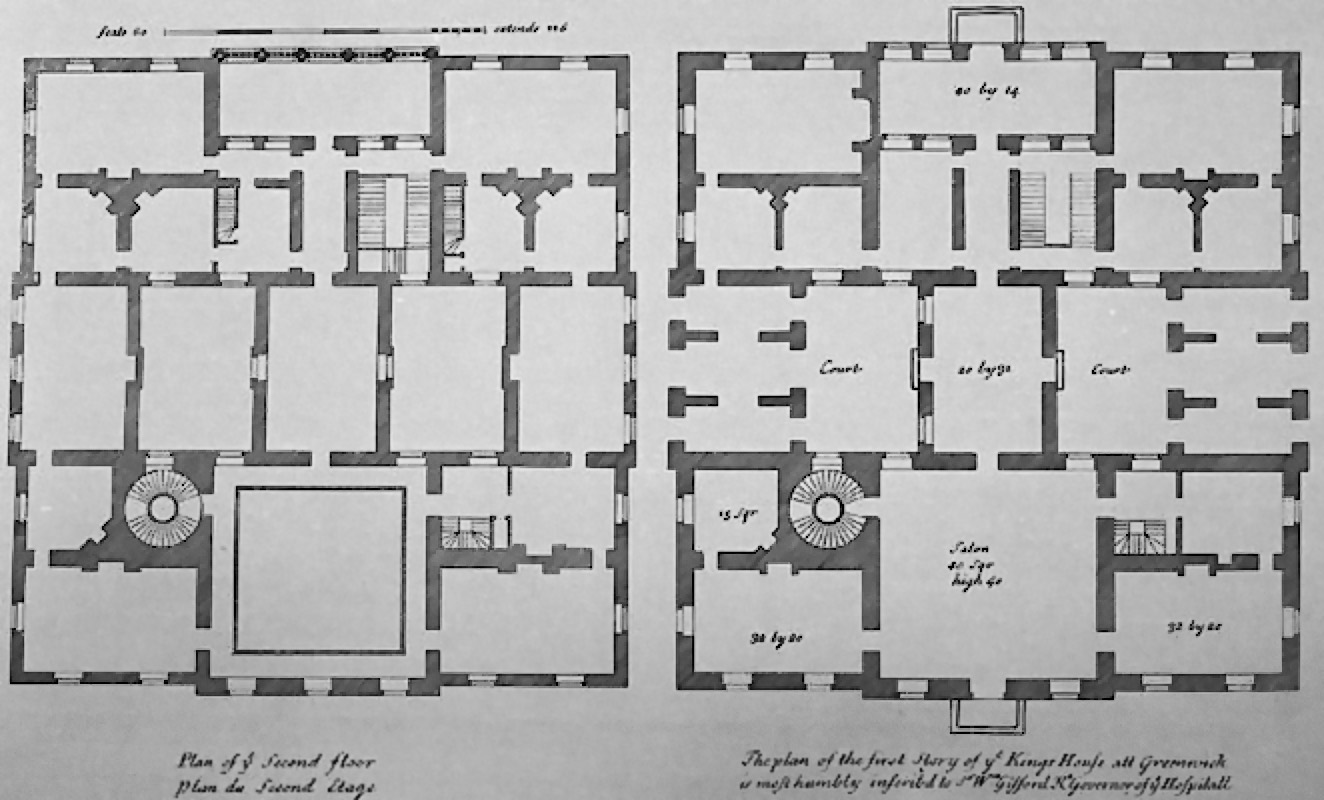
Grundriss des Queen’s House

Queen’s House und Royal Observatory (um 1700)

Oberhalb des alten Palace of Placentia verlief durch den königlichen Park die öffentliche Straße von Deptford nach Woolwich. Um vom Schloss in den oberen Teil des Parks zu gelangen, ohne jedoch diese Straße überqueren zu müssen, entwarf Inigo Jones einen geistreichen Plan. Parallel zur Straße sollten zwei rechteckige Gebäudeteile das Erdgeschoss bilden, während der erste Stock durch eine Art überdachter Brücke verbunden wird. Die Straße verlief also durch das Erdgeschoss des neuen Hauses. Nachdem die Straße verlegt worden war, ließ Karl II. 1661 durch John Webb die Seiten verschließen, so dass Queen’s House nun eine kubische Form hat. Für die neue Nutzung als Seemannsschule wurden 1807 von Daniel Asher Alexander neue Seitenflügel östlich und westlich des Gebäudes errichtet, die mit dem Queen’s House durch Kolonnadengänge verbunden wurden.
Queen’s House ist eines der bedeutendsten Gebäude der britischen Architekturgeschichte, da es das erste Bauwerk des Palladianismus in England war und zugleich eines der frühesten Lustschlösser. Mit dem Bau wurde 1616 begonnen, durch die Bauverzögerung wurde es allerdings erst nach dem Banqueting House fertiggestellt, so dass dieses als das erste Bauwerk im Stil des palladianisch geprägten Klassizismus in England gilt. Inigo Jones hatte zwar die Architektur von Andrea Palladio studiert, aber das Vorbild für Queens House scheint eher Giuliano da Sangallos Villa Medici in Poggio a Caiano gewesen zu sein. Während der weitläufige Palace of Placentia mit seiner Fassade aus roten Ziegelsteinen eher unscheinbar wirkte, strahlte das viel kleinere Queen’s House in frischgestrichenem Weiß und ergab so einen beeindruckenden Kontrast. Das Bauwerk gilt mit seinen symmetrischen Proportionen, der hervorragenden Ausführung und der reichen Innenausstattung als ein Meisterwerk. Das Verständnis für klassizistische Architektur war seinerzeit in Großbritannien wenig verbreitet und Queen’s House erschien den an den Tudorstil und die Elisabethanische Architektur gewöhnten Zeitgenossen als revolutionär. Das Gebäude wirkte stilbildend vor allem für die Georgianische Architektur des 18. Jahrhunderts und galt während der nächsten zwei Jahrhunderte als Vorbild für klassizistische Bauten und Herrenhäuser in ganz England und den Kolonien. Ebenso wurde das von Inigo Jones ab 1616 am Palace of Whitehall errichtete Banqueting House zum Vorbild des bald darauf einsetzenden klassizistischen Barock.

### Inneneinrichtung
Hauptraum des Hauses ist die kubusförmige Great Hall mit einem prächtigen, von Nicholas Stone gefertigten Marmorfußboden und einer geschnitzten Holzdecke. Die ursprünglich in der Decke vorhandenen Gemälde von Orazio Gentileschi vermachte Königin Anne ihrer Hofdame und zeitweiligen Vertrauten Sarah Churchill, die sie in ihrem Londoner Stadthaus Marlborough House einbauen ließ. Von der Great Hall führt die berühmte Tulpentreppe in das Obergeschoss. Die Treppe wurde von Jones entworfen und gilt als erste freitragende Wendeltreppe in England. Der Name rührt von der Dekoration im Geländer her, die jedoch keine Tulpen darstellen sollen, sondern Lilien als Reminiszenz an Königin Henrietta Maria aus dem Haus Bourbon. Im Obergeschoss befinden sich das Schlafzimmer der Königin und das Schlafzimmer des Königs, eine Treppe führt von dort hinunter in die Orangerie.

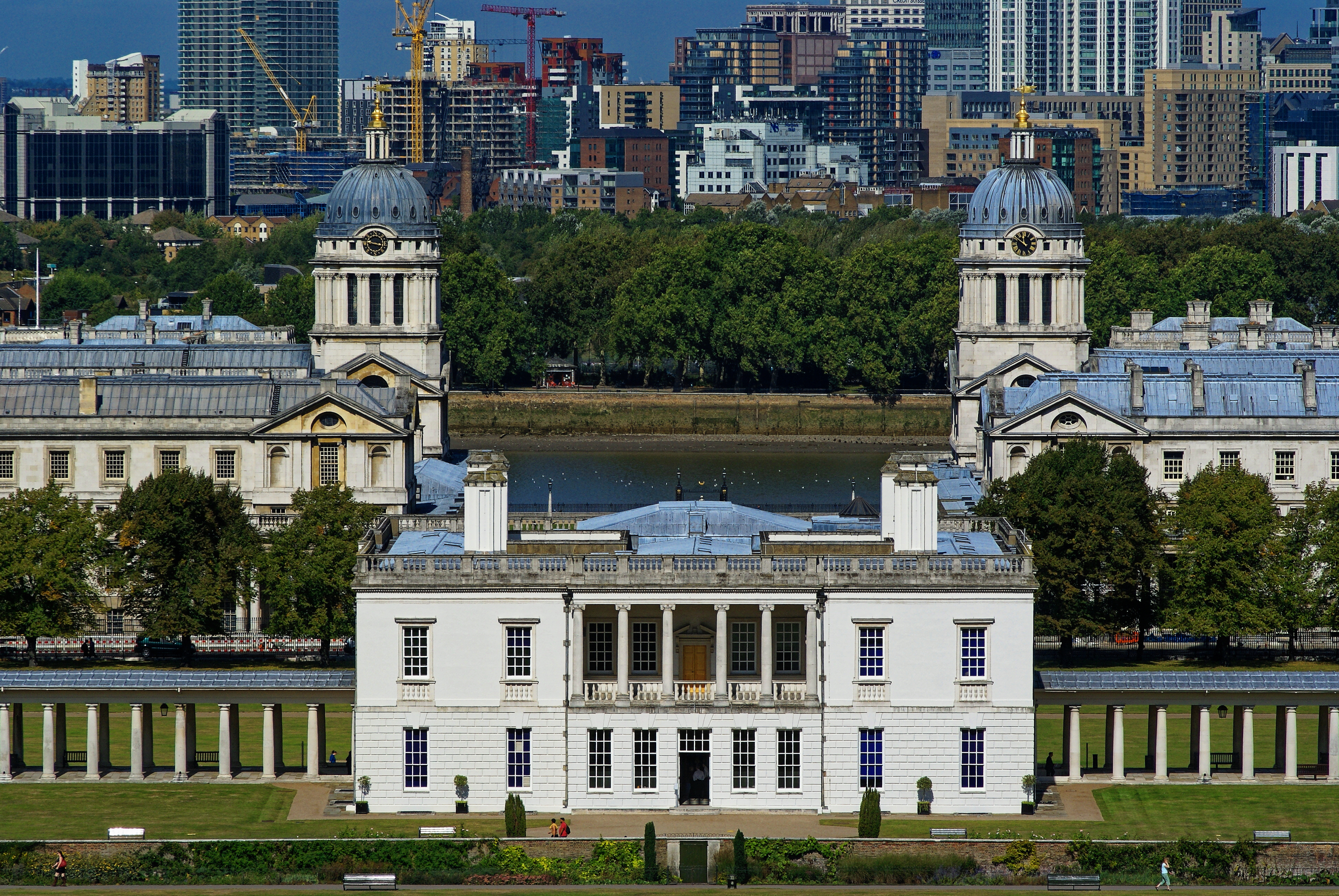
Queen’s House (von Inigo Jones, 1616), dahinter Greenwich Hospital (von Christopher Wren, 1712)
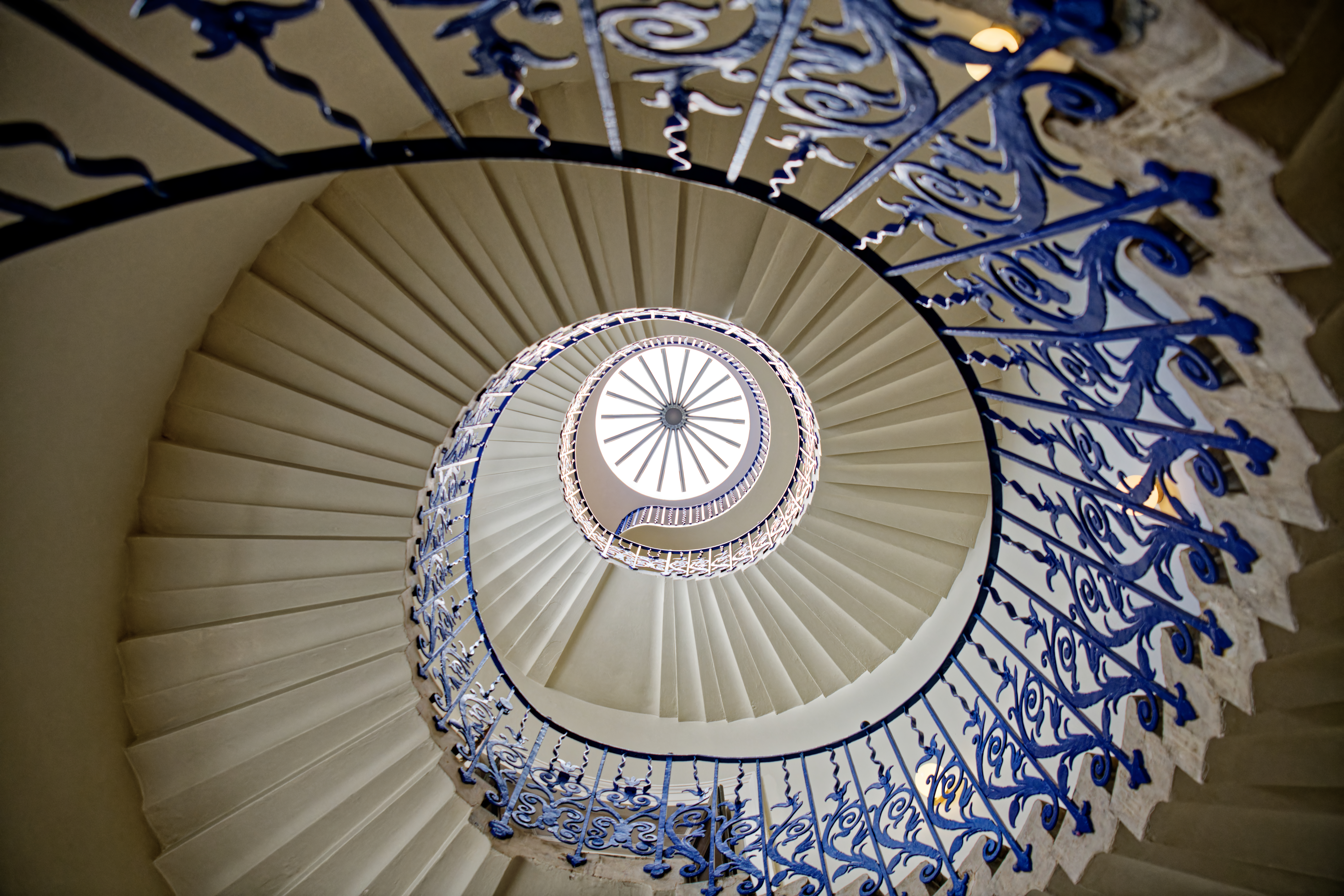
Die Wendeltreppe (Blick nach oben)
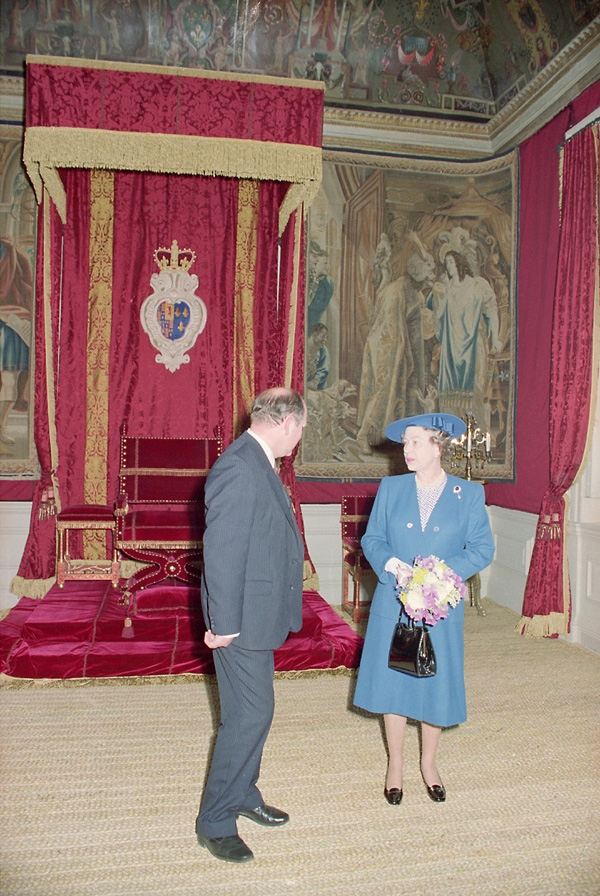
Königin Elisabeth II. im rekonstruierten Thronraum von Königin Anna (1990)
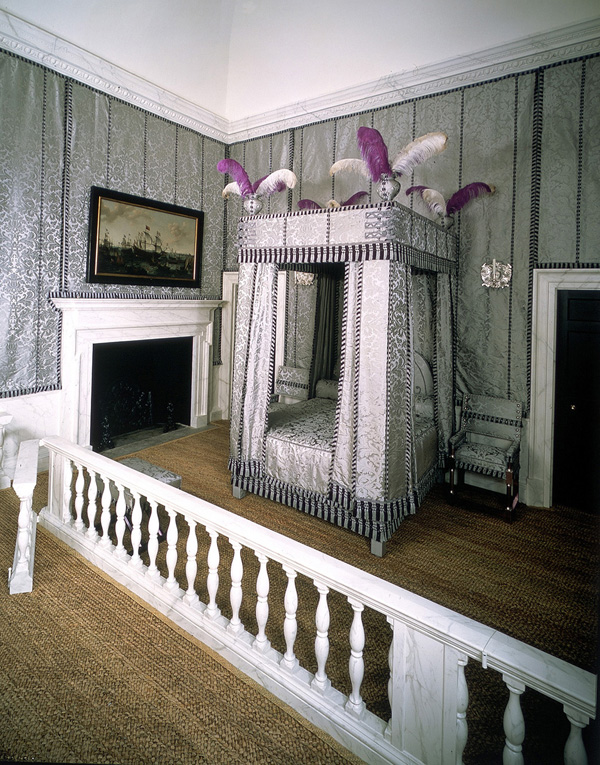
Rekonstruiertes Schlafzimmer